# Cañón rotativo

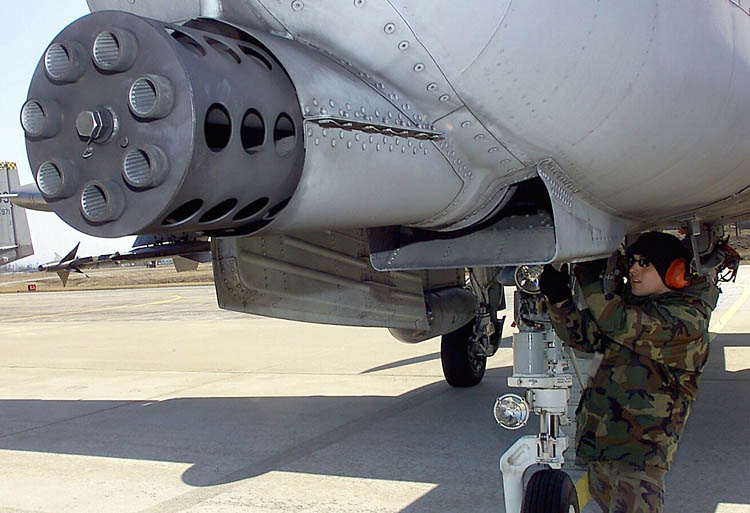
El cañón rotativo GAU-8 de calibre 30 mm es el arma principal del avión de ataque a tierra A-10 Thunderbolt II.

Un cañón rotativo, o cañón tipo Gatling, es un tipo de cañón automático que utiliza múltiples cañones que, en conjunto, giran en torno a un eje central para proporcionar una cadencia de tiro muy superior a ametralladoras o cañones automáticos de calibre equivalente. Este tipo de arma puede realizar miles de disparos por minuto gracias a que las acciones de carga, disparo y descarga se efectúan simultáneamente en distintos cañones a medida que estos rotan; además la rotación evita que los cañones se sobrecalienten. La rotación del conjunto de cañones en la mayoría de los casos la realiza una fuerza externa como puede ser un motor eléctrico, aunque se han desarrollado algunas versiones accionadas por los gases de disparo.

## Historia

### Cañón rotativo Hotchkiss
Un primigenio cañón rotativo fue el cañón rotativo Hotchkiss. Era accionado mediante una manivela, al igual que la ametralladora Gatling, pero se distinguía por tener un solo cerrojo en su cajón de mecanismos.

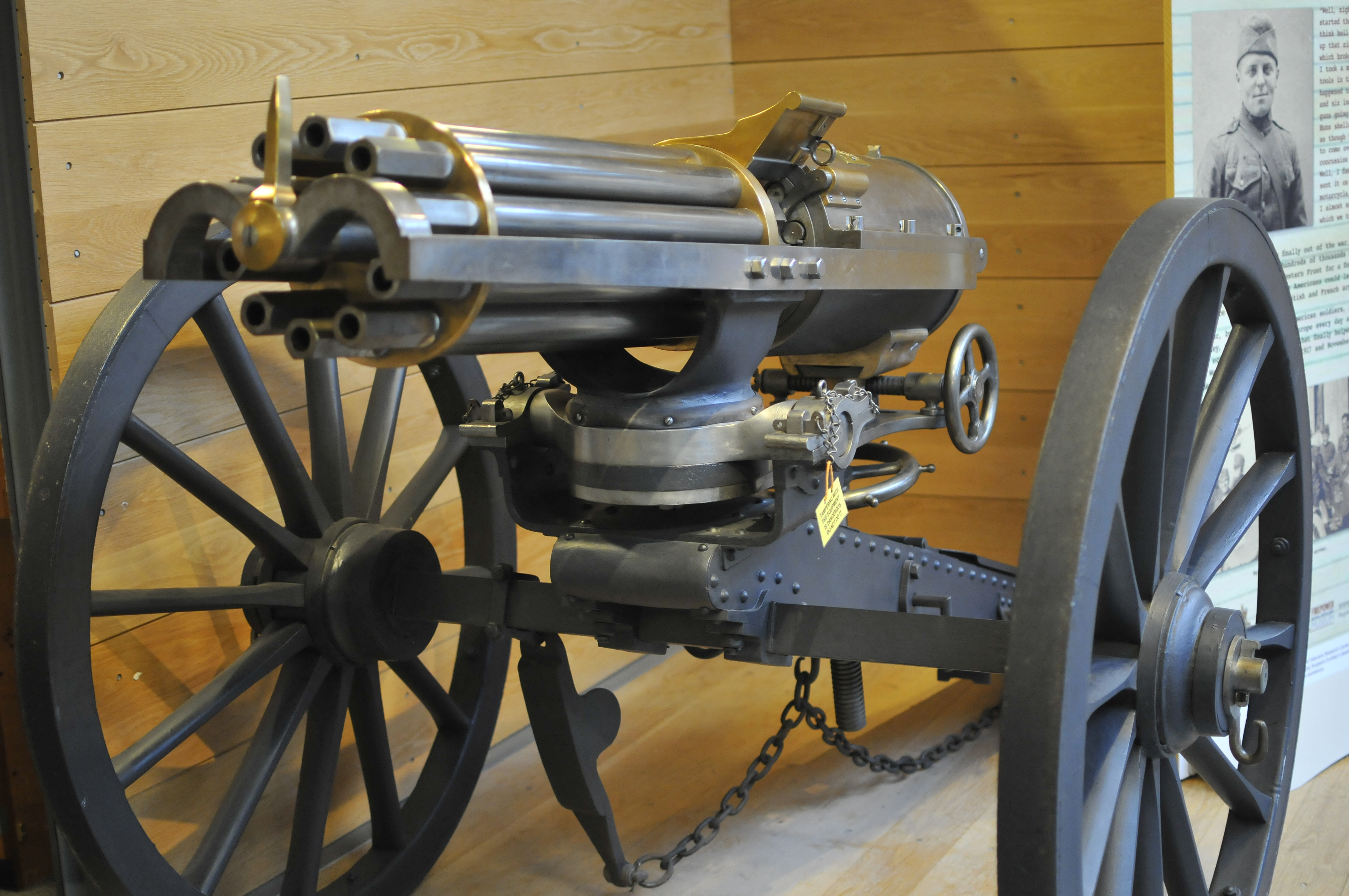
Ametralladora Gatling

### Desarrollo de cañones automáticos basados en el sistema Gatling

#### Proyecto Vulcan
A medida que las ametralladoras evolucionaban, las Gatling fueron cayendo en el olvido hasta finales de los 1940. Por entonces, la velocidad de los aviones de combate era tan alta, que incluso las ametralladoras más rápidas resultaban demasiado lentas para acertar de forma satisfactoria en los breves encuentros. Esto creó el famoso "Proyecto Vulcan", cuyo objetivo era desarrollar un arma superrápida para las Fuerzas Armadas de EE. UU. El proyecto fue llevado a cabo por General Electric.

#### M61 Vulcan

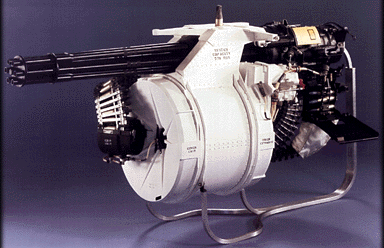
Vulcan sobre un pedestal.

Durante la Segunda Guerra Mundial, se desarrolló el M61 Vulcan, un precursor del moderno cañón automático Gatling. Consta de 6 cañones de 20 mm y tiene una cadencia de 6.600 proyectiles por minuto (es decir, hace 110 disparos por segundo).
Desarrollado en junio de 1946 por la General Electric, supervisada por la USAF, fue ideado para ser usado en aeronaves. Este poderoso cañón automático es el arma principal de la mayoría de los cazas estadounidenses desde principios de los años 1960.

#### Sistema de defensa antiaérea Vulcan M163

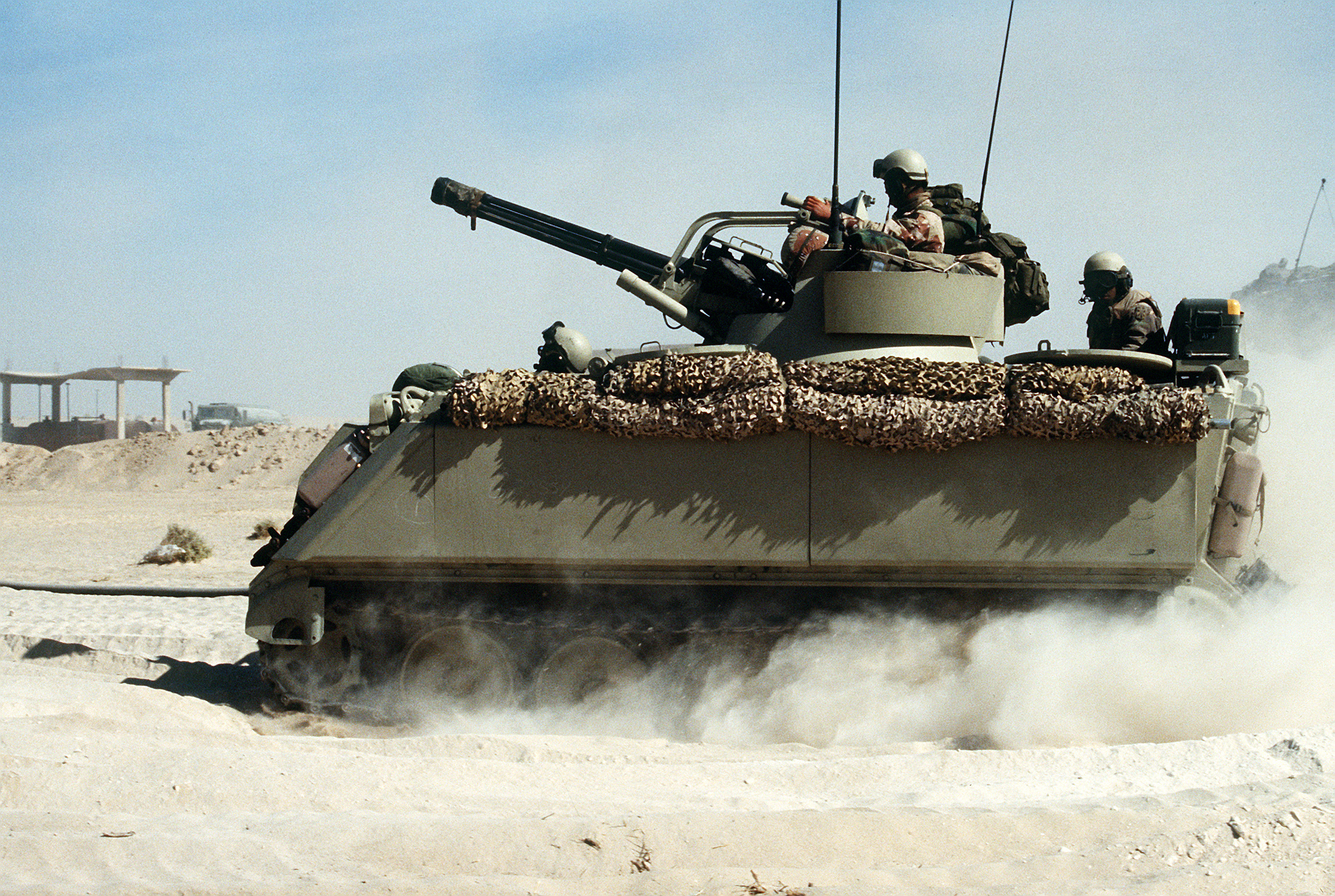
Sistema antiaéreo M163 en la operación Tormenta del Desierto.

El sistema fue desarrollado a principios de los años de 1960 con el fin de reemplazar al M42 de 40 mm. Las primeras unidades de producción fueron terminadas en 1986 por General Electric, construyéndose un total de 671 unidades. El M163 cuenta con una tripulación de cuatro hombres, uno de los cuales opera la torreta y el cañón automático de 20 mm, el cual es guiado por un sistema de radar colocado al lado derecho de la torreta.

#### AN/GAU-8 Avenger

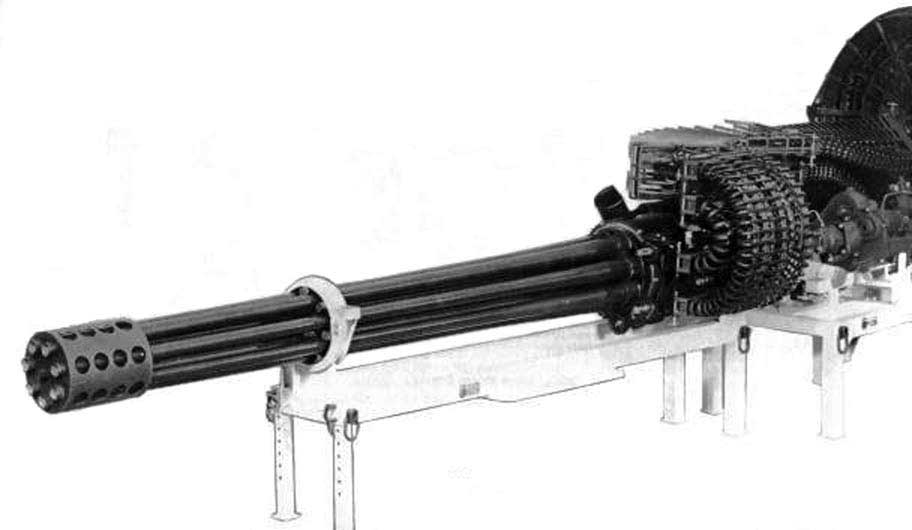
Montaje de un GAU-8 Avenger.

Desarrollado en 1970, el cañón automático rotativo GAU-8 Avenger es un arma de siete cañones calibre 30 mm basado en el principio Gatling. En la actualidad solo se encuentra instalado en el avión Fairchild A-10 Thunderbolt II de apoyo cercano, para destrucción de blancos sin blindaje y como arma antitanque. El cañón está instalado en la parte delantera de la aeronave, bajo la cabina del piloto, y fue diseñado y construido por la sección de Sistemas de Armamento de Martin Marietta.

#### Phalanx CIWS

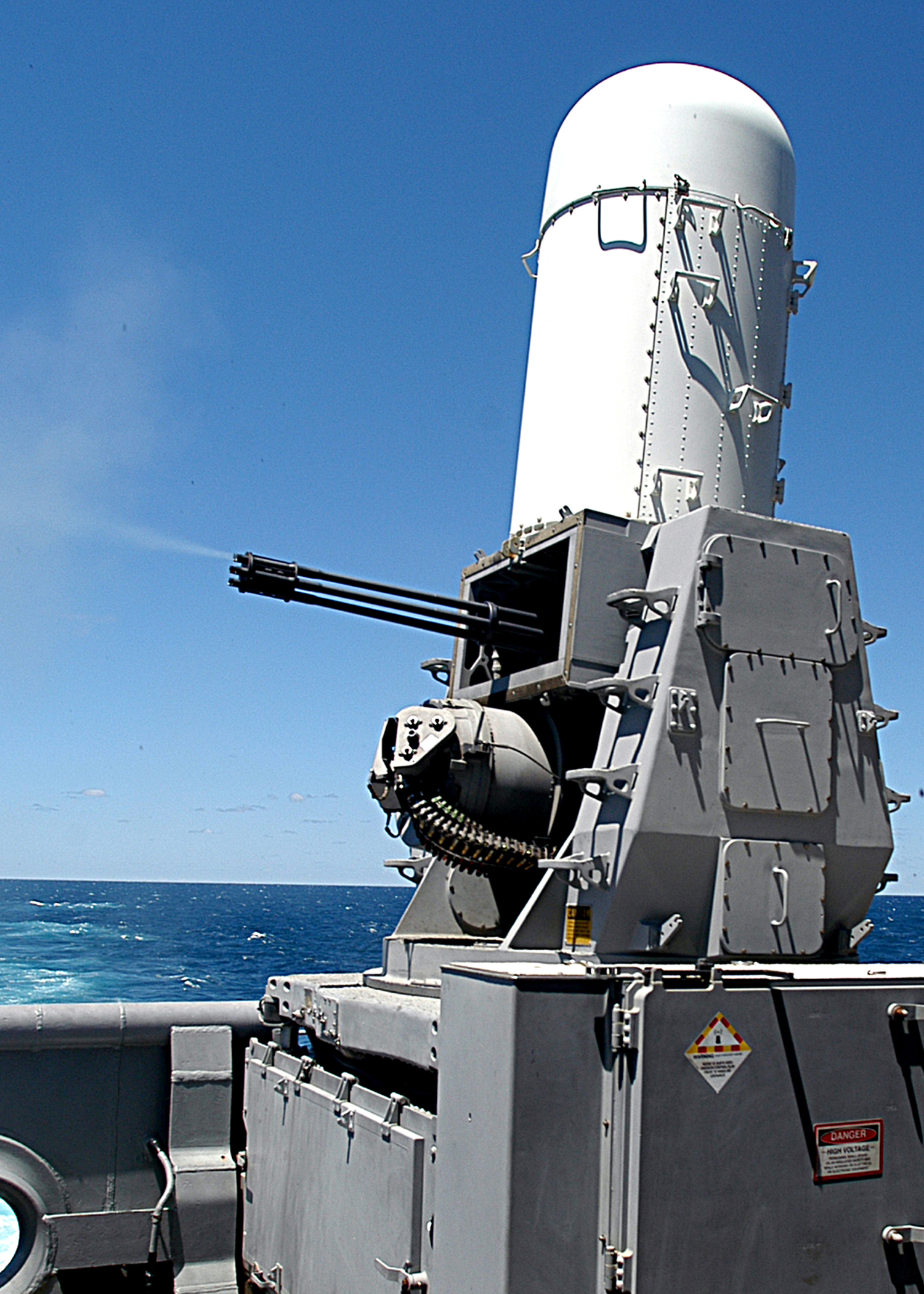
Sistema de defensa antimisiles Phalanx.

Es un sistema de defensa automático, controlado directamente por la computadora de un barco, que intercepta cualquier objeto volador identificado por la misma como enemigo. Con una velocidad de disparo altísima y proyectiles de 20 mm especiales, puede tender, literalmente, una barrera de balas alrededor de un barco en medio segundo.
El Phalanx comenzó sus pruebas operacionales y sus evaluaciones a bordo del USS Bigelow en 1977, y superó las especificaciones de confiabilidad y mantenimiento. La producción del Phalanx comenzó en 1978, con una orden de 23 unidades.
La fecha de entrada en servicio del Phalanx fue 1980, a bordo del USS Coral Sea. Ocho años más tarde se estrenó el Block 1, a bordo del USS Wisconsin, mientras que el Block 1B se estrenó en 1999 en el USS Underwood.